# Le Sahara n'est pas à vendre
 (août 2019).
Si vous disposez d'ouvrages ou d'articles de référence ou si vous connaissez des sites web de qualité traitant du thème abordé ici, merci de compléter l'article en donnant les références utiles à sa vérifiabilité et en les liant à la section « Notes et références ».
Le Sahara n'est pas à vendre est un documentaire français réalisé par Jocelyne Saab en 1977.

## Synopsis
Le Front Polisario lutte pour son indépendance, qu'il a proclamée en 1973, dans un Sahara occidental sous domination espagnole, avec le soutien de l'Algérie de Boumédiène. Jocelyne Saab prend le parti de ce peuple en lutte qui mène une guerilla sévère contre l'armée marocaine.

## Fiche technique
- Réalisation : Jocelyne Saab
- Image : Olivier Guenneau
- Son : Jean-Michel Brun
- Montage : Philippe Gosselet
- Production : Jocelyne Saab
- Droits de diffusion : Nessim Ricardou-Saab